# Істікляль (вулиця)
Істікляль (тур. İstiklâl Caddesi) — одна з найпопулярніших пішохідних вулиць у Стамбулі, розташована в районі Бейоглу. Вулиця бере свій початок на площі Таксим та прямує до затоки Золотий Ріг приблизно 1,4 км. Вулиця Істікляль має форму бумеранга, в точці вигину якого розташована площа Галатасарай з Галатасарайським ліцеєм. На півдні вулиці, у кварталі Каракьой (Галата), знаходиться одна зі станцій мережі Тюнель, біля станції розташовано Німецький приватний ліцей. На вулицю виходить Квітковий пасаж, та багато церков різних конфесій.

## Історія вулиці
Історія вулиці починається з кінця XV століття, коли навколо території сучасної вулиці Істікляль почали з'являтися перші мусульманські поселення. На той момент вже існувала Галатська вежа, і в районі південного краю сучасної вулиці розташовувалися ворота з міста. До цього часу на цьому терені, що знаходиться на вершині пагорба були ліси. На початку наступного століття, під час правління султана Сулеймана I, територія Істікляль почала забудовуватися мусульманськими будівлями. Також це місце приваблювало європейців, які теж почали будувати свої будинки, відкривати майстерні і крамниці. Поступово вулиця, що мала на той час назву Cadde-i Kebir (Головний проспект), перетворилася на центр торгівлі і ремесел. В 1628 році французькі католики отримали землю для будівництва церкви. Зараз на цьому місці розташована церква Святого Людовіка Французького, також відома як перша латинська церква в Бейоглу.
Із другої половини XIX століття вулиця починає змінювати свій формат, більше підлаштовуючись під європейські стандарти, зберігаючи при цьому азійські риси. У 1875 році була відкрита друга в світі лінія метро Тюнель всього з двома станціями, яка функціонує досі. На початку XX століття, з проголошенням республіки, вулиця отримала поточну назву, що в перекладі з турецької означає «вулиця Незалежності». Назва була покликати увічнити тріумф Війни за незалежність Туреччини. В цей час Істікляль був центром торгівлі і відпочинку з безліччю крамниць, кав'ярень, ресторанів, готелів.

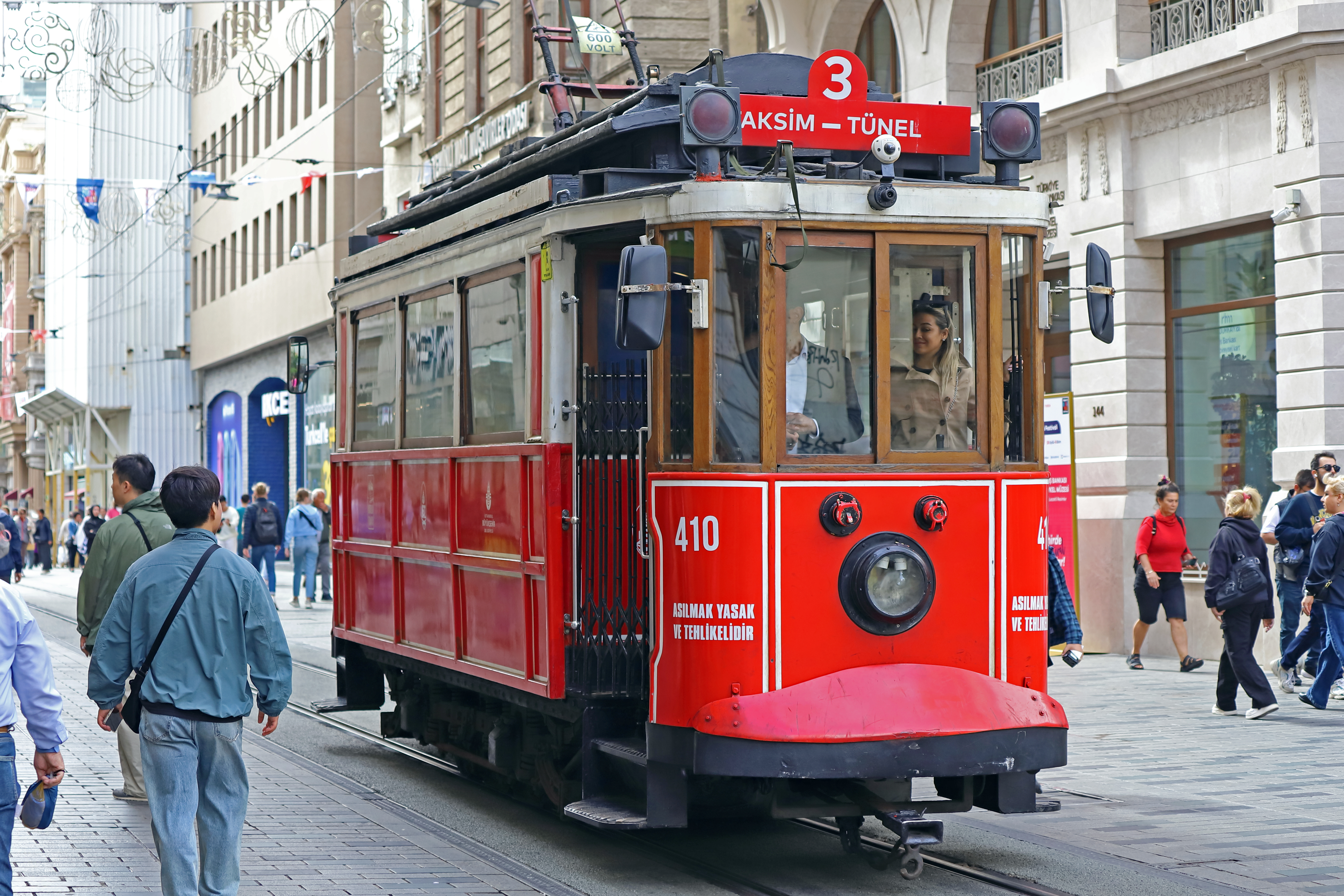
Ностальгічний трамвай на вулиці Істікляль

В 1950-х роках відбувається масовий відтік населення з Стамбула, пов'язаний з реформами. У 1955 році, під час Стамбульського погрому, Істікляль був одним з основних місць протестів. Після цих подій на довгий час вулиця занепадає. Тільки в 1990-х роках починається оновлення Істікляль — відкривається багато нових крамниць та ресторанів, відбувається реставрація історичних будівель.
У XXI столітті Істікляль є одним з найпопулярніших місць в Стамбулі серед туристів. На вулиці розташовані крамниці багатьох міжнародних брендів одягу, прикрас, аксесуарів, безліч кафе і ресторанів переважно турецької та європейської кухонь. Вулицею курсує історичний трамвай. Багато будинків, розташовані на вулиці, є пам'ятники архітектури. Також на вулиці розташовуються генеральні консульства деяких європейських країн: Франції, Греції, Нідерландів, Росії, Іспанії, Швеції і Великої Британії.
Істікляль також є місцем для проведення масових акцій протесту. Найрезонанснішою акцією став протест в 2013 році, який потім охопив інші міста Туреччини.